# Sveta Marina
Sveta Marina is een plaats in de gemeente Raša in de Kroatische provincie Istrië. De plaats telt 42 inwoners (2001).